# 六条有言
六条 有言（ろくじょう ありあや、寛政3年7月4日（1791年8月3日） - 弘化3年2月19日（1846年3月16日））は、江戸時代後期の公卿。初名は六条栄保。

## 官歴
- 寛政11年（1799年：従五位下
- 文化3年（1806年）：従五位上
- 文化6年（1809年）：侍従
- 文化7年（1810年）：従四位下、左権少将
- 文化10年（1813年）：従四位上
- 文化12年（1815年）：正四位下
- 文政2年（1819年）：権中将
- 文政7年（1824年）：院別当
- 文政12年（1829年）：従三位
- 天保4年（1833年）：正三位
- 天保8年（1837年）：参議、従二位
- 天保9年（1838年）：右中将
- 天保11年（1840年）：踏歌外弁

## 系譜
- 実父：久世通根
- 養父：六条有家
- 子：六条有容
- 子：梅溪通善
- 娘：慎子 - 藤大路納親の妻